# 文成王后
文成王后（문성왕후，?—?）朴氏，本贯顺天。是高丽王朝三重大匡朴英規的女兒，也是東山院夫人的妹妹。
朴氏嫁給高麗定宗王堯，並生下一女慶春院君公主。

## 家族
- 外祖父：甄萱
  - 父：朴英規
  - 母：百济甄氏
    - 姐：高丽太祖东山院夫人
    - 姐：文恭王后
    - 夫：高麗定宗王堯
      - 子：庆春院君
      - 女：公主